# Лоран Филиппо, Карин
Карин Лоран Филиппо (фр. Karine Laurent Philippot, урождённая Карин Филиппо, род. 29 октября 1974, Мюлуз) — известная французская лыжница, участница четырёх Олимпийских игр, призёрка этапов Кубка мира. Специализируется в дистанционных гонках, более сильна в соревнованиях свободным ходом.

## Карьера
В Кубке мира Филиппо дебютировала в 1995 году, в марте 2002 года впервые попала в тройку лучших на этапе Кубка мира, в эстафете. Всего на сегодняшний момент имеет 3 попадания в тройку лучших на этапах Кубка мира, из них 2 в личных и 1 в командных соревнованиях. Лучшим достижением Филиппо в общем итоговом зачёте Кубка мира является 18-е место в сезоне 2006-07.
На Олимпиаде-1998 в Нагано заняла 52-е место в гонке на 5 км классикой, 33-е место в гонке преследования на 15 км, 22-е место в гонке на 30 км коньком и 11-е место в эстафете.
На Олимпиаде-2002 в Солт-Лейк-Сити стартовала в двух гонках: масс-старт 15 км — 8-е место, преследование 5+5 км — 18-е место.
На Олимпиаде-2006 в Турине показала следующие результаты: дуатлон 7,5+7,5 км — 20-е место, масс-старт 30 км — 11 место и эстафета — 9-е место.
На Олимпиаде-2010 в Ванкувере, стартовала в пяти гонках: 10 км свободным стилем — 26-е место, дуатлон 7,5+7,5 км — 19-е место, эстафета — 6-е место, масс-старт 30 км — 10-е место, командный спринт — 9-е место.
За свою карьеру принимала участие в шести чемпионатах мира, лучший результат 6-е место в командном спринте на чемпионате мира — 2005, в личных гонках не поднималась выше 11-го места.
Использует лыжи и ботинки производства фирмы Rossignol.